# Città Sant’Angelo
Città Sant’Angelo – miejscowość i gmina we Włoszech, w regionie Abruzja, w prowincji Pescara.
Według danych na rok 2010 gminę zamieszkiwały 15 553 osoby, 238,6 os./km².
Urodził tu się dyplomata papieski abp Giovanni Gravelli.